# Camplong
Camplong is een gemeente in het Franse departement Hérault (regio Occitanie) en telt 234 inwoners (2005). De plaats maakt deel uit van het arrondissement Béziers.

## Geografie
De oppervlakte van Camplong bedraagt 13,4 km², de bevolkingsdichtheid is 17,5 inwoners per km². 

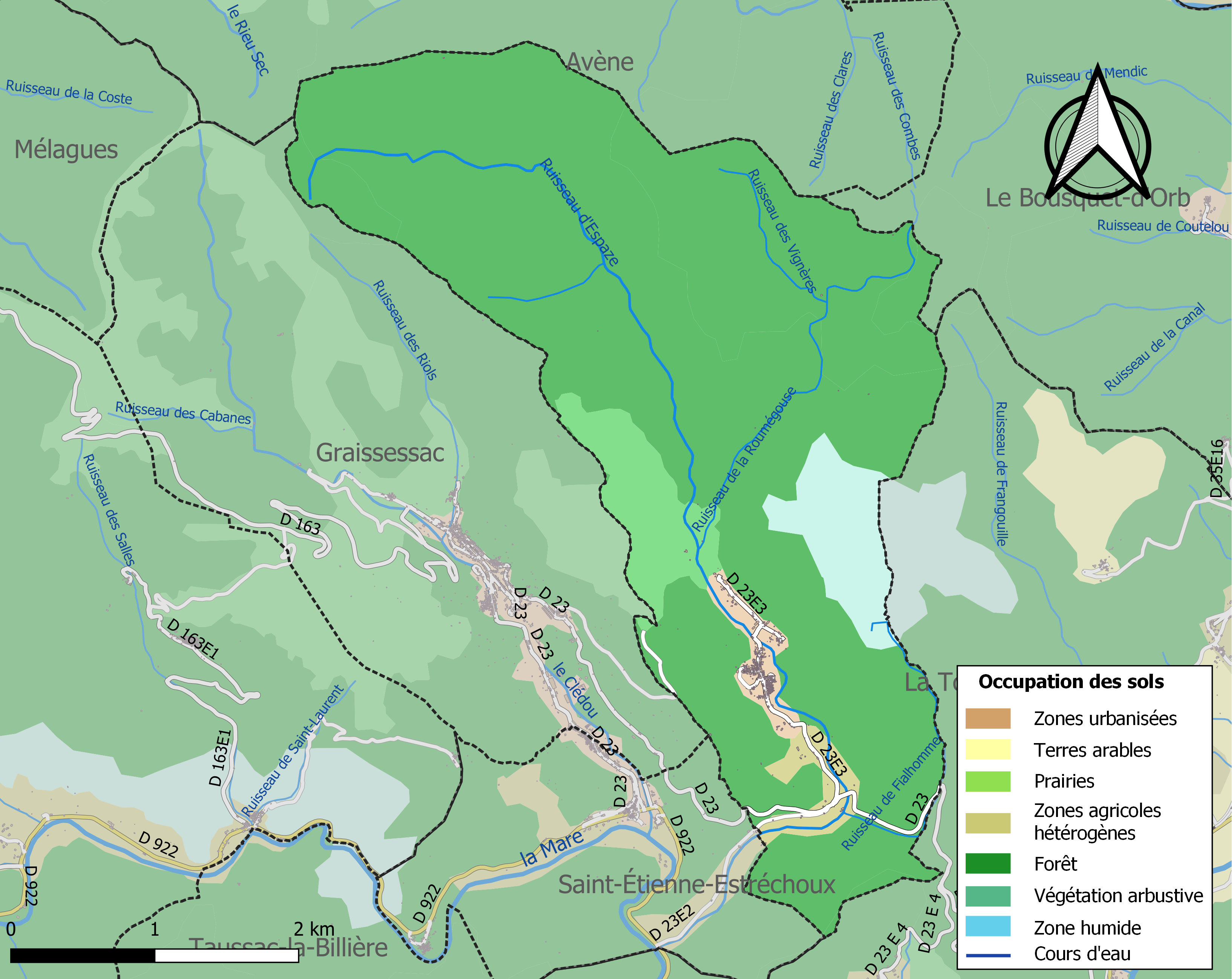
Kaart van de gemeente met de belangrijkste infrastructuur, bodemgebruik en omliggende gemeenten

Er bestaat ook een Camplong-d'Aude en een Camplong–Minervois welke valt onder de gemeente Felines Minervois.

## Demografie
Onderstaande figuur toont het verloop van het inwonertal (bron: INSEE-tellingen).